# Млодинін
Млодинін (пол. Młodynin) — село в Польщі, у гміні Шидлово Млавського повіту Мазовецького воєводства.
Населення — 79 осіб (2011).
У 1975-1998 роках село належало до Цехановського воєводства.

## Демографія
Демографічна структура станом на 31 березня 2011 року:
|          | Загалом | Допрацездатний вік | Працездатний вік | Постпрацездатний вік |
| -------- | ------- | ------------------ | ---------------- | -------------------- |
| Чоловіки | 43      | 8                  | 30               | 5                    |
| Жінки    | 36      | 5                  | 22               | 9                    |
| Разом    | 79      | 13                 | 52               | 14                   |